# Sphenosuchia
Los esfenosuquios (Sphenosuchia) son un clado basal de reptiles cocodrilomorfos que vivieron desde finales del período Triásico, en el Carniense, hace aproximadamente entre 228 millones de años, a finales el Jurásico, en el Kimmeridgiense hace aproximadamente 150 millones de años.

## Definición
El taxón está anclada a uno de sus miembros derivados, Terrestrisuchus gracilis, e incluye en su nombre, no obstante más basal, Sphenosuchus acutus. De esta manera, el uso del taxón Sphenosuchia, ha sido incluido en su clasificación, para contener la esencia del nombre. La definición propuesta por Paul Sereno en 2005[cita requerida] lo nombra como el clado más inclusivo que contiene a Terrestrisuchus gracilis (Crush, 1984) de pero no a Crocodylus niloticus (Laurenti, 1768) y que incluye el Sphenosuchus acutus (Haughton, 1915).

## Monofilia vs parafilia de Sphenosuchia
Ha habido mucha discusión sobre si Sphenosuchia es monofilético o no, algunos que estaban a favor (Sereno & Wild 1992, Wu & Chatterjee 1993)[cita requerida] y otros contra (Clark et al 2001,[cita requerida] Clark & Sues 2002). Recientemente Sue y colegas (2003)[cita requerida] presentaron un árbol filogenético con un débil soporte para la monofilia de los esfenosuquios. Más recientemente, sin embargo, Clark y otros (2004) estuvo a favor de que es un grupo parafilético, afirmando que los caracteres morfológicos secundarios se perdieron en cocodrilomorfos más derivados. Se requiere análisis adicionales antes de que se resuelva el problema con certeza. Un análisis filogenético perfecto es imposible actualmente debido a la falta de buen registro fósil.

## Características
Aunque la monofilia del grupo se discute, varias sinapomorfías caracterizan el clado, incluyendo miembros extremadamente delgados, un carpo compacto y un proceso coracoideo alargado. Se caracterizan al parecer por la ausencia de caracteres derivados, una neumatizacion limitada, el proceso posterior del prefrontal se vuelve sobre la superficie orbital del frontal donde se inserta en un surco, más que manteniendo su posición superficial respecto al techo dorsal del cráneo, un borde en margen lateral de la fosa supratemporal, escamoso arqueado, con la superficie articular para el postorbital y con el proceso posterior bifurcado, un proceso paroccipital que monta a horcajadas; el cuadrado no entra en contacto con la pared lateral la caja craneana y poco o nada de paladar secundario.
El miembro más temprano que se conoce es Hesperosuchus, del miembro inferior del Bosque Petrificado de la Formación Chinle, provenientes del Carniense. Un solo esfenosuquio proviene del Jurásico Medio de China, Junggarsuchus, de la Cuenca Junggar (Formación Shishugou) durante el Bathoniense o el Calloviense (~165 MA).
El miembro más joven es Macelognathus, del Kimmeridgiense de Norteamérica.

### Lista de géneros de esfenosuquios
Dada la falta de certeza actual acerca de la monofilia de los esfenosuquios, no se presenta un árbol filogenético es este artículo; sin embargo, los géneros actualmente clasificados como esfenosuquios son:
| Género               | Estatus      | Época                                            | Lugar                                                            | Unidad geológica                                               | Notas                                                                              | Imágenes |
| -------------------- | ------------ | ------------------------------------------------ | ---------------------------------------------------------------- | -------------------------------------------------------------- | ---------------------------------------------------------------------------------- | -------- |
| - Barberenasuchus    | Válido       | Triásico Superior                                | Bandera de Brasil                                                | formación Santa Maria                                          |                                                                                    |          |
| - Dibothrosuchus     | Válido       | Jurásico Inferior                                | Bandera de la República Popular China                            | formación Lufeng                                               |                                                                                    |          |
| - Dromicosuchus      | Válido       | Triásico                                         | Bandera de Estados Unidos                                        | Supergrupo Newark                                              |                                                                                    |          |
| - Dyoplax            | Válido       | Triásico Superior (Carniense)                    | Bandera de Alemania                                              | Formación Schilfsandstein                                      |                                                                                    |          |
| - Hallopus           | Válido       | Jurásico Superior                                | Bandera de Estados Unidos                                        | Formación de Morrison                                          | Posible sinónimo de Macelognathus                                                  |          |
| - Hesperosuchus      | Válido       | Triásico Superior (Carniense)                    | Bandera de Estados Unidos                                        | Formación Chinle                                               |                                                                                    |          |
| - Junggarsuchus      | Válido       | Jurásico Medio                                   | Bandera de la República Popular China                            | Formación Shishugou                                            |                                                                                    |          |
| - Kayentasuchus      | Válido       | Jurásico Inferior (Sinemuriano - Pliensbachiano) | Bandera de Estados Unidos                                        | Formación Kayenta                                              |                                                                                    |          |
| - Litargosuchus      | Válido       | Jurásico Inferior                                | Bandera de Sudáfrica                                             | Formación Elliot                                               |                                                                                    |          |
| - Macelognathus      | Válido       | Jurásico Superior                                | Bandera de Estados Unidos                                        | Formación Morrison                                             |                                                                                    |          |
| - Parrishia          | Nomen dubium | Triásico Superior                                | Bandera de Estados Unidos                                        | Grupo Dockum                                                   | Un esfenosuquio indeterminado conocido sñolo de vértebras no diagnósticas          |          |
| - Pedeticosaurus     | Válido       | Jurásico Inferior                                | Bandera de Sudáfrica                                             | Formación Elliot                                               |                                                                                    |          |
| - Phyllodontosuchus  | Válido       | Jurásico Inferior                                | Bandera de la República Popular China                            | Series de Lufeng                                               |                                                                                    |          |
| - Pseudhesperosuchus | Válido       | Triásico Superior (Noriense)                     | Bandera de Argentina                                             | Formación Los Colorados                                        |                                                                                    |          |
| - Redondavenator     | Válido       | Triásico Superior                                | Bandera de Estados Unidos                                        | Formación Redonda                                              |                                                                                    |          |
| - Saltoposuchus      | Válido       | Triásico Superior (Noriense)                     | Bandera de Alemania · Bandera de Suiza · Bandera del Reino Unido | Formación Löwenstein Formación Trossingen Arenisca Lossiemouth |                                                                                    |          |
| - Sphenosuchus       | Válido       | Jurásico Inferior                                | Bandera de Sudáfrica                                             | Formación Elliot                                               |                                                                                    |          |
| - Terrestrisuchus    | Válido       | Triásico Superior                                | Bandera del Reino Unido                                          |                                                                |                                                                                    |          |
| - Trialestes         | Válido       | Triásico Superior                                | Bandera de Argentina                                             | Formación Ischigualasto                                        | Los especímenes conocidos pueden representar crocodilomorfos basales y dinosaurios |          |